# Léon-Joseph Billotte
Pour les articles homonymes, voir Billotte.
Léon-Joseph Billotte, né le 28 septembre 1815 à Dijon et mort le 23 mai 1886 à Paris, est un peintre français.

## Biographie
Léon-Joseph Billotte est le fils de Sébastien Billotte et de Marie Louise Lisse.
Élève de Blondel, il expose au Salon de 1839 à 1872.
Associé en 1854 à Nicolas Léonore Marin, il crée une société pour exploiter un brevet d'invention ayant pour objet une nouvelle fermeture linéaire à ressort. La société est liquidée après quelques mois d'existence.
En 1855, il obtient une mention honorable.
En 1856, il épouse Antoinette Laurent.
Il meurt à l'âge de 70 ans à son domicile du quai de Bourbon.